# Simon Fraser of Balnain
Pour les articles homonymes, voir Simon Fraser.
Simon Fraser of Balnain (26 mai 1729 - 7 octobre 1777) est un militaire de carrière britannique, qui servit au cours des guerres de Succession d'Autriche, de la Conquête et d'indépendance des États-Unis. Il a été tué lors de la bataille de Saratoga.

## Biographie
Il a été promu lieutenant-colonel du 24th Regiment of Foot en 1768. Il fut ensuite pendant un certain temps mis en garnison à Gibraltar et en Irlande.
Il fut appelé en renfort en pleine guerre d'indépendance des États-Unis le 5 avril 1776. Le régiment de Simon Fraser arriva à Québec le 28 mai suivant. Il fut aussitôt envoyé en renfort à Trois-Rivières avec un détachement de mercenaires allemands de Friedrich Adolf Riedesel. Averti le 8 juin de la présence imminente des Américains il fit battre l'appel général et participa avec succès à la défense de la ville lors de la bataille de Trois-Rivières. Il fut promu général de brigade le 10 juin suivant par Guy Carleton.

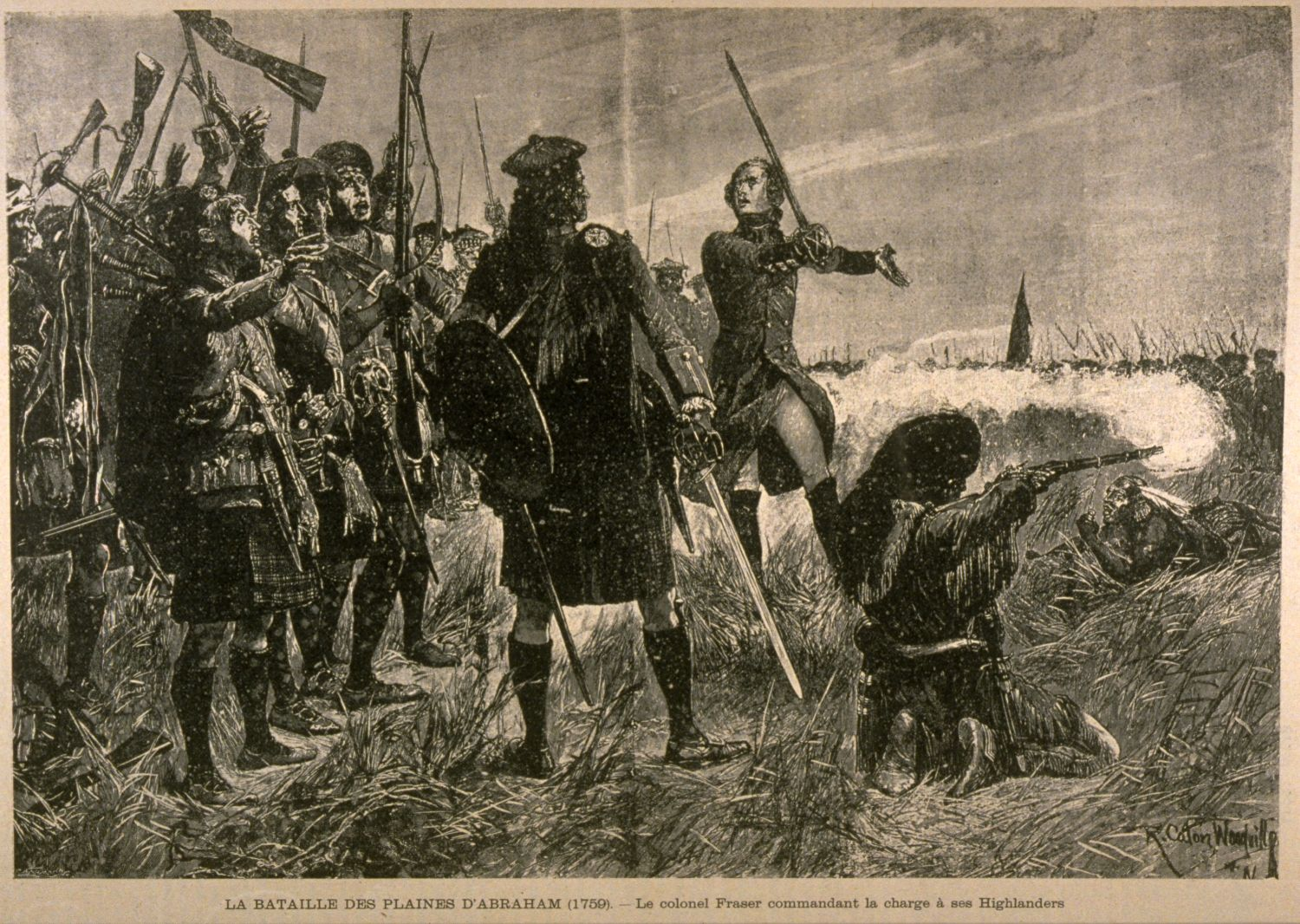
Le colonel Fraser commandant la charge à ses Highlanders durant la bataille des plaines d'Abraham (1759).

Le 7 octobre 1777, il trouve la mort à la bataille de Bemis Heights, près de Saratoga, au sud du fort Ticonderoga. Il fut tué par le premier sniper de l'histoire : Timothy Murphy, armé d'une longue carabine "John Shuler", d'une balle de calibre 45 tirée à une distance d'environ 500 mètres. L'ordre fut donné par le général américain Benedict Arnold, qui avait remarqué le commandement efficace de Fraser et avait donné l'ordre de se débarrasser du "général sur le cheval gris".
Bien qu'il n'ait pas participé à la bataille des Plaines d'Abraham, près de Québec, le peintre Benjamin West l'a représenté dans sa toile La mort du général Wolfe réalisée en 1770.